# セイバーズ・オブ・パラダイス
セイバーズ・オブ・パラダイス（The Sabres of Paradise）は、イギリス・ロンドン出身のエレクトロニック・ミュージック・グループ。アンドリュー・ウェザオール、ジャグズ・クーナー、ゲイリー・バーンズで構成されていた。

## 略歴
セイバーズ・オブ・パラダイスは、1992年にイギリスのロンドンで結成された。アンドリュー・ウェザオールは、エンジニアのジャグズ・クーナー、ゲイリー・バーンズとグループを結成し、セイバーソニック (Sabresonic)倉庫におけるレイヴの責任者となった。グループのデビュー・スタジオ・アルバム『Sabresonic』は1993年にリリースされた。全英アルバムチャートの最高位29位まで達した。『NME』誌は、それを1993年の23番目のベスト・アルバムと名付けた。このグループは1994年にアルバム『ホーンテッド・ダンスホール〜アンディ・ウェザオールの幽霊クラブ』をリリースした。全英アルバムチャート最高位は57位。『NME』誌はそれを1994年の47番目のベスト・アルバムと名付けた。それは「死ぬ前に聴くべき1001枚のアルバム」のリストにも含まれた。このグループは1995年に『セイバーソニック2』をリリースした。全英アルバムチャート最高位は88位だった 。
グループは1995年に解散した。ウェザオールはキース・テニスウッドとトゥ・ローン・スウォーズメンを結成し、クーナーとバーンズはアルーフとの協力を続けた。

## スタイルと影響
2011年、当時のBBCラジオ1の音楽責任者、クリストファー・プライスは「Haunted Dancehall」のイン・ザ・ナーサリー・リミックスを、女王の死など主要ニュースの発表に切り替わる前にポップ・ラジオで演奏して視聴者を準備するスタイルとして注目した。

## ディスコグラフィ

### スタジオ・アルバム
- Sabresonic (1993年、Warp)
- 『ホーンテッド・ダンスホール〜アンディ・ウェザオールの幽霊クラブ』 - Haunted Dancehall (1994年、Warp)
- 『セイバーソニック2』 - Sabresonic II (1995年、Warp)

### コンピレーション・アルバム
- Septic Cuts (1994年、Sabres of Paradise)
- Deep Cuts (1994年、Sabres of Paradise)
- 『ヴァーサス』 - Versus (1995年、Warp)

### シングル
- "Smokebelch II" (1993年、Warp)
- "United" (1993年、Sabres of Paradise)
- "Theme" (1994年、Sabres of Paradise)
- "Wilmot" (1994年、Warp)
- "Wilmot II" (1994年、Warp)
- "Jam J" (1994年、Fontana) ※with ジェイムス
- "Haunted Dancehall (As Performed by In the Nursery)" (1995年、Warp)
- "Duke of Earlsfield (LFO Mix)" / "Bubble & Slide (Nightmares on Wax Mix)" (1995年、Warp)
- "Tow Truck (Chemical Brothers Mix)" / "Tow Truck (Depth Charge Mix)" (1995年、Warp)
- "Ysaebud" (1997年、Special Emissions)[14]
- "Lick Wid Nit Wit" (Elastic Dreams, 2018)[15]